# Мерфіс (Каліфорнія)
Мерфіс (англ. Murphys) — переписна місцевість (CDP) в США, в окрузі Калаверас штату Каліфорнія. Населення — 1995 осіб (2020).

## Географія
Мерфіс розташований за координатами 38°8′28″ пн. ш. 120°26′2″ зх. д. / 38.14111° пн. ш. 120.43389° зх. д. (38.141198, -120.433835).  За даними Бюро перепису населення США в 2010 році переписна місцевість мала площу 26,74 км², з яких 26,73 км² — суходіл та 0,01 км² — водойми.

## Демографія
Згідно з переписом 2010 року, у переписній місцевості мешкало 2213 осіб у 1053 домогосподарствах у складі 623 родин. Густота населення становила 83 особи/км².  Було 1256 помешкань (47/км²).
Расовий склад населення:
| - 92,4 % — білих - 0,8 % — корінних американців - 0,5 % — вихідців з тихоокеанських островів - 0,4 % — чорних або афроамериканців - 0,3 % — азіатів - 3,7 % — осіб інших рас |

До двох чи більше рас належало 1,9 %. Частка іспаномовних становила 10,1 % від усіх жителів.
За віковим діапазоном населення розподілялося таким чином: 18,1 % — особи молодші 18 років, 52,5 % — особи у віці 18—64 років, 29,4 % — особи у віці 65 років та старші. Медіана віку мешканця становила 54,1 року. На 100 осіб жіночої статі у переписній місцевості припадало 83,0 чоловіків;  на 100 жінок у віці від 18 років та старших — 80,5 чоловіків також старших 18 років.
Середній дохід на одне домашнє господарство  становив 87 630 доларів США (медіана — 45 330), а середній дохід на одну сім'ю — 130 295 доларів (медіана — 65 625). За межею бідності перебувало 12,5 % осіб, у тому числі 20,7 % дітей у віці до 18 років та 11,2 % осіб у віці 65 років та старших.
Цивільне працевлаштоване населення становило 681 осіб. Основні галузі зайнятості: освіта, охорона здоров'я та соціальна допомога — 27,8 %, мистецтво, розваги та відпочинок — 21,0 %, науковці, спеціалісти, менеджери — 14,1 %, виробництво — 8,8 %.